# Угловка (Новгородська область)
Угловка (рос. Угловка) — робітниче селище у Окуловському районі Новгородської області Російської Федерації.
Населення становить 2173 особи. Належить до муніципального утворення Угловське міське поселення.

## Історія
До 1927 року населений пункт перебував у складі Новгородської губернії. У 1927-1944 роках перебував у складі Ленінградської області.
Згідно із законом N 355-ОЗ від 2 грудня 2004 року належить до муніципального утворення Угловське міське поселення.

## Населення
| 1897  | 1926  | 1939  | 1959  | 1970  | 1979  | 1989  |
| ----- | ----- | ----- | ----- | ----- | ----- | ----- |
| 687   | ↗794  | ↗5114 | ↗5127 | ↘4865 | ↘4346 | ↘4041 |
| 2002  | 2009  | 2010  | 2011  | 2012  | 2013  | 2014  |
| ↘3553 | ↘3104 | ↘3064 | ↗3342 | ↘2942 | ↘2818 | ↘2717 |
| 2015  | 2016  | 2017  | 2018  | 2019  | 2020  | 2021  |
| ↘2647 | ↘2567 | ↘2497 | ↘2431 | ↘2361 | ↘2265 | ↘2173 |